# Арушанян, Артур Ашотович
Арту́р Ашо́тович Арушаня́н (арм. Արթուր Աշոտի Առուշանյան, род. 16 декабря 1993 года в Санкт-Петербурге) — армянский каратист стиля Kyokushin Karate-do (рус. Киокусин каратэ-до).

## Биография
Родился 16 декабря 1993 года в Санкт-Петербурге. В возрасте шести лет переехал вместе с семьёй в Степанакерт (Ханкенди) (Нагорный Карабах). Там он пошёл в школу и сделал первые шаги в области каратэ. В 2010 году переехал в Ереван. 26 декабря 2011 года был призван на срочную службу.

## Kаратэ
В довольно позднем возрасте (12 лет) Артур решил заняться одним из восточных единоборств. Как позже объясняет сам спортсмен, его выбор был совершён, после того как он посетил одну тренировку. На тренировке он внимательно следил за боем каратистов, и это зрелище настолько поразило его, что на следующее утро, никому не сказав, собрал тренировочные вещи и пошёл в спортивный зал. Родители, в частности мать, не позволяла начинать занятия из-за врожденного порока сердца, но настойчивость подростка переломила характер матери, и та вынуждена была согласиться. В первое время Артур был оутсайдером группы и несколько раз прекращал занятия. Но желание заниматься спортом вынуждали его снова начинать тренировки.

## Первые результаты
Через два года появилась первая медаль. В октябре 2007 года Артур стал бронзовым призёром чемпионата Армении. До первого серьёзного соревнования в 2011 году Артур неоднократно становился чемпионом, вице-чемпионом и бронзовым призёром чемпионатов Армении. Были также поездки в Тбилиси(Грузия) на чемпионат Кавказа. В 2010 году Артур Арушанян перебрался из Степанакерта в Ереван, где поступил в АГИФК (Армянский Государственный Институт Физической Культуры) на факультет каратэ. Тогда юный спортсмен стал тренироваться под началом президента Армянской федерации киокусинкай.

## Серьезные достижения

### Чемпионат Европы Варна, Болгария

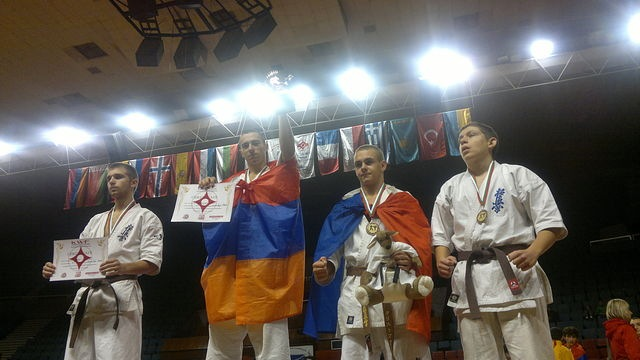

С 15 по 16 октября 2011 в городе Варна (Болгария) проходил Чемпионат Европы среди юниоров по версии KWF (Kyokushin World Federation). Артур Арушанян участвовал в весовой категории до 65 кг. Артур победил в 3-х боях и в финале встретился с Антонио Сарафовым(Болгария). Артур с лёгкостью одолел противника и стал Чемпионом Европы. Как сам он говорил:
«Выиграть мой первый чемпионат Европы казалось мне немыслимо, но, как видите, это произошло».

### Чемпионат Мира Москва, Россия
2—3 декабря проходил первый чемпионат мира среди юниоров в Москве. Артур на этом чемпионате выиграл 4 боя, после чего получил травму и именно из-за неё в полуфинале проиграл российскому спортсмену. Артур Арушанян стал бронзовым призёром чемпионата мира.

### Чемпионат ЕвропыТаранто, Италия

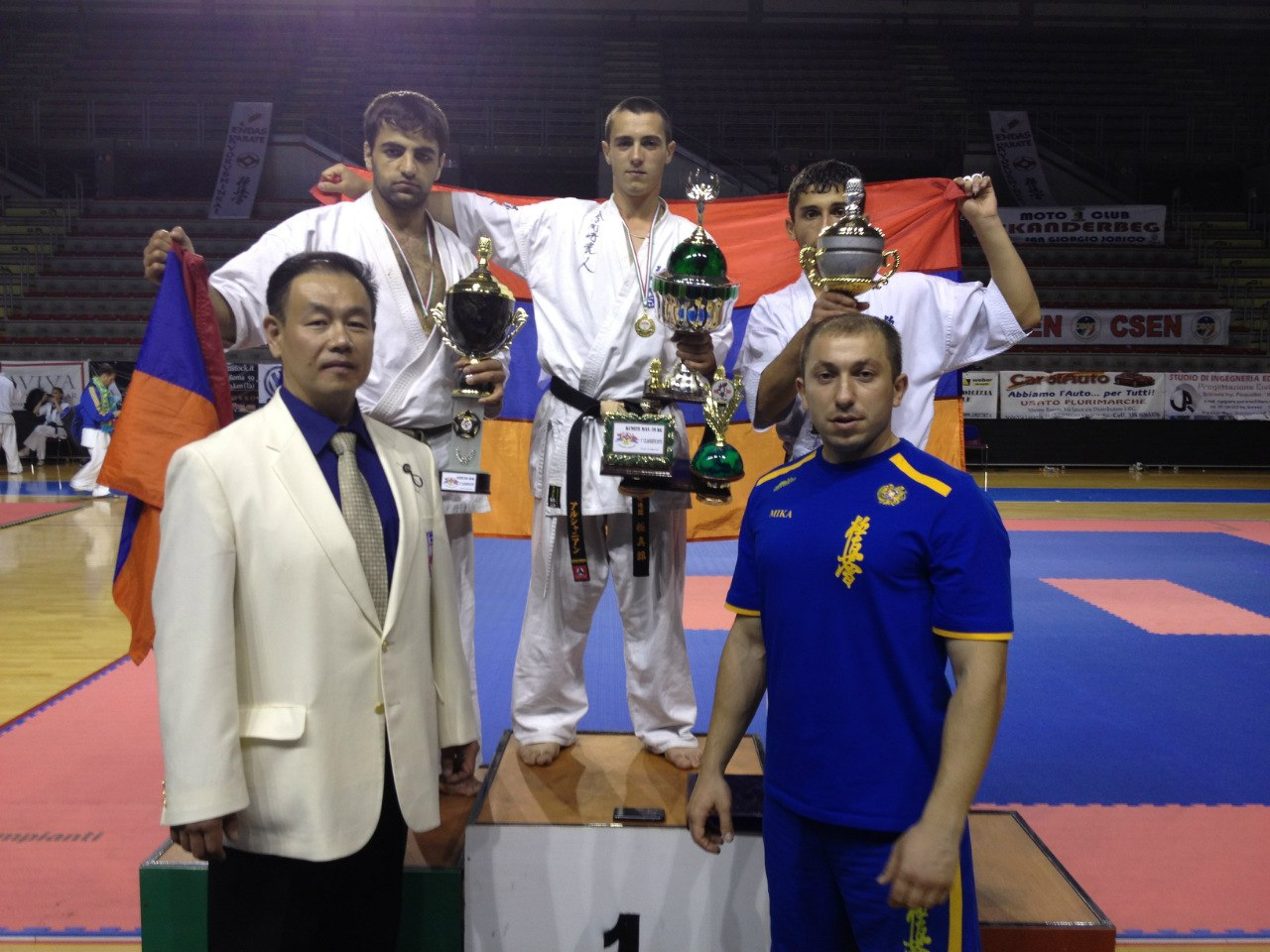

26 мая 2012 года в городе Таранто проходил Чемпионат Европы по версии Rengokai. В нём участвовали 300 спортсменов из 17-и стран. Артур участвовал в весовой категории до 70 кг. Во второй раз в своей карьере (в весе до 70 кг). Артур становится чемпионом Европы. После этого в интервью степанакертским СМИ Артур сообщил, что ближайшая его цель — стать двукратным чемпионом мира.

## Семья
Живёт с матерью (Авакян Инна Юрьевна), отцом (Арушанян Ашот Чарпикович) и с младшей сестрой (Арушанян Лия Ашотовна).